# ریشار دوتروئل
ریشار دوتروئل (فرانسوی: Richard Dutruel‎؛ زادهٔ ۲۴ دسامبر ۱۹۷۲) بازیکن سابق فوتبال اهل فرانسه است.
از باشگاه‌هایی که در آن بازی کرده‌است می‌توان به باشگاه فوتبال دپورتیوو آلاوس، باشگاه فوتبال استراسبورگ، باشگاه فوتبال بارسلونا، باشگاه فوتبال سلتاویگو، باشگاه فوتبال کان، باشگاه فوتبال پاری سن ژرمن، و باشگاه فوتبال پاری سن ژرمن، اشاره کرد.
وی همچنین در تیم ملی فوتبال فرانسه بازی کرده‌است.